# Nicopolis ad Iaterum

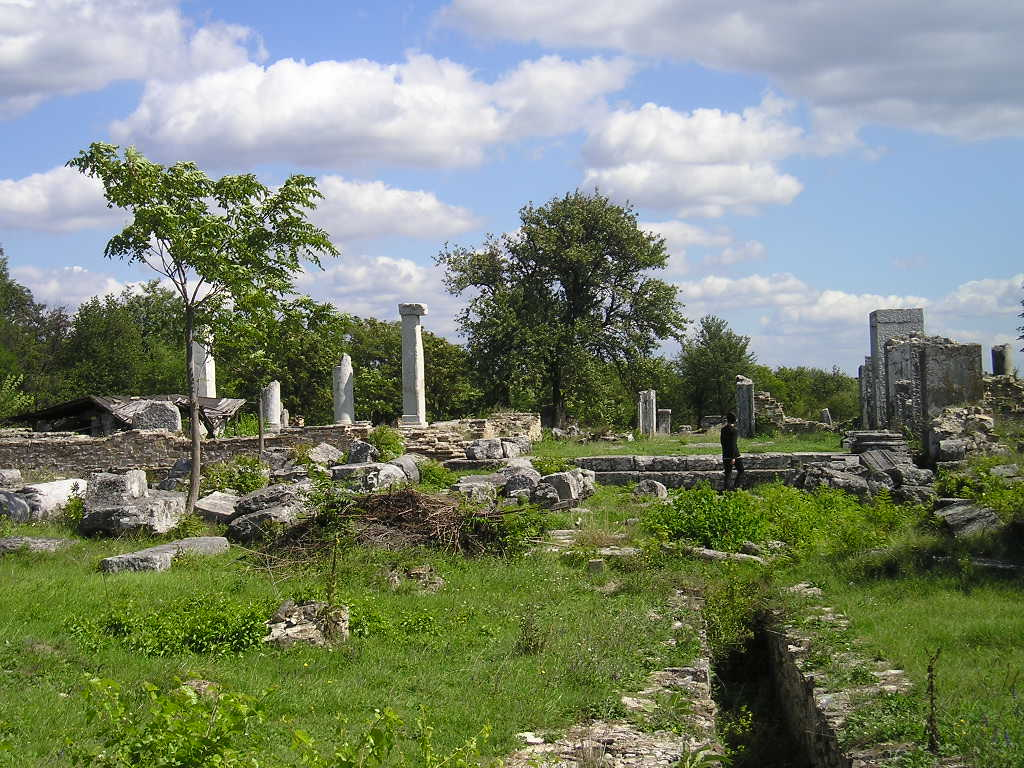
Ruiny dawnego miasta Nicopolis ad Iaterum

Nicopolis ad Iaterum (łac. Dioecesis Nicopolitanus ad Iaterum) – stolica historycznej diecezji w Mezji Inferiore istniejącej w czasach rzymskich.
Współcześnie ruiny rzymskiego miasta Nicopolis ad Iaterum znajdują się w pobliżu miejscowości Stari-Nicup w Bułgarii. Obecnie katolickie biskupstwo tytularne. 

## Biskupi tytularni
| Lp. | Biskup           | Funkcja                           | Od           | Do |
| --- | ---------------- | --------------------------------- | ------------ | -- |
| 1   | Cesare Di Pietro | biskup pomocniczy Mesyny (Włochy) | 28 maja 2018 |    |